# 7-Dorpenomloop van Aalburg
7-Dorpenomloop van Aalburg (Circuit des 7 villages d'Aalburg) est une course cycliste féminine néerlandaise. Créée en 2007, la course fait partie depuis 2010 du calendrier de l'Union cycliste internationale en catégorie 1.2. La course est longue d'environ 120 kilomètres et se déroule en mai dans autour d'Aalburg, d'où est originaire Marianne Vos.

## Palmarès
| Année | Vainqueur            | Deuxième             | Troisième               |
| ----- | -------------------- | -------------------- | ----------------------- |
| 2007  | Marianne Vos         | Oenone Wood          | Jaccolien Wallaard      |
| 2008  | Loes Markerink       | Elise van Hage       | Marianne Vos            |
| 2009  | Marianne Vos         | Loes Markerink       | Noortje Tabak           |
| 2010  | Marianne Vos         | Iris Slappendel      | Lucy Martin             |
| 2011  | Marianne Vos         | Annemiek van Vleuten | Kirsten Wild            |
| 2012  | Annemiek van Vleuten | Shelley Olds         | Amanda Spratt           |
| 2013  | Marianne Vos         | Liesbet De Vocht     | Emma Johansson          |
| 2014  | Marianne Vos         | Lucy van der Haar    | Emma Johansson          |
| 2015  | Chloe Hosking        | Marianne Vos         | Amy Pieters             |
| 2016  | Marianne Vos         | Lauren Kitchen       | Anouk Rijff             |
| 2017  | Marianne Vos         | Moniek Tenniglo      | Demi de Jong            |
| 2018  | Lorena Wiebes        | Jip van den Bos      | Marjolein van 't Geloof |